# El Henequén
El Henequén är en ort i Mexiko.   Den ligger i kommunen Cajeme och delstaten Sonora, i den nordvästra delen av landet, 1 400 km nordväst om huvudstaden Mexico City. El Henequén ligger 70 meter över havet och antalet invånare är 152.
Terrängen runt El Henequén är platt. Runt El Henequén är det ganska tätbefolkat, med 78 invånare per kvadratkilometer. Närmaste större samhälle är Ciudad Obregón, 19,2 km nordväst om El Henequén. Omgivningarna runt El Henequén är i huvudsak ett öppet busklandskap.